# Ingegerd Nyman
Ingegerd Elisabeth Nyman, född 2 september 1929 i Skellefteå, är en svensk fd. flygvärdinna, fil.kand. och målare.
Hon är dotter till bankdirektören Karl Nyman och Elisabet Lundmark och gift första gången 1956 med vetenskapsmannen Phillip Merrill Youngman och andra gången från 1958 med direktören Sven Neiglick. Vid sidan av sina akademiska studier bedrev hon självstudier inom konsten. Hon tilldelades stipendium för konststudier i Indien 1952-1953 och ett stipendium för studier i USA 1955-1956 dessutom har hon genomfört egna studieresor till Japan, Thailand, Frankrike och Italien. Separat debuterade hon med en utställning på Galerie Æsthetica i Stockholm 1959. Hennes konst består av figurer och porträtt utförda i olja, pastell eller tempera. Hon medverkade i tidskriften Perspektiv med artiklar om indiskt måleri. 